# Diogo de Paiva de Andrade der Jüngere
Diogo de Paiva de Andrade (der Jüngere) (* 1586 in Lissabon, Portugal; † 1660 Almada, Portugal) war ein portugiesischer Dichter und Dramatiker.
Er war der Neffe von Dom Diogo de Paiva de Andrade. Er schrieb hauptsächlich Lyrik und sakrale Dramen auf Latein. Zeitlebens wohnte er in Almada.

## Werk (Auswahl)
- A Tragedia de Dom Duarte (Historisches Buch). (ohne Jahr).
- Exame de Antiguidades, 1616.
- Chauleidos, 1628. Lyrisches Epos.
- Casamento Perfeito (Moralische Abhandlung), 1630.